# Cantonul Amiens-5 (Sud-Est)
Cantonul Amiens 5e (Sud-Est) este un canton din arondismentul Amiens, departamentul Somme, regiunea Picardia, Franța.

## Comune
| Comune | Populație (1999) | Cod poștal | Cod INSEE |
| ------ | ---------------- | ---------- | --------- |
| Amiens | 135 501 (1)      | 80000      | 80021     |
| Cagny  | 1 400            | 80330      | 80160     |